# 青山紳一郎
青山 紳一郎（あおやま しんいちろう、1月23日 - ）は、日本の作詞家。佐賀県出身。血液型はA型。

## 経歴
- 1989年　ヤマハ音楽振興会とソングライターの契約を結ぶ。
- 1991年　フリーの作家として、企業PV、CM、CD-ROM等への楽曲提供を始める。 また、自身のライブ活動も定期的に行う。
- 1998年　作詞家としての活動を開始する。
- 2002年  作詞家としてPAPA X Inc.とマネージメント契約を結ぶ。

## 作詞担当
- toutou
  - 星占いの歌
  - ココロの問題
  - お願い! プライムミニスター
  - えいごのうた
  - あなたに会えて良かった
  - 夢見るインベーダー
  - ともだちザムライ
  - 王者にGO!
- ZAN
  - 絆
  - 花霞
- 小柳ゆき
  - Not satisfied
  - Mother Figure
- CAT Life/中川翔子
- Sweet Flower/天上智喜
- Innocent Blue〜地果て海尽きるまで〜/mink
- もうひとつの未来〜satarry　spirits〜/森口博子
- ロックマンのテーマ〜風を突き抜けて〜/橋本仁
- 果て無き希望/きただにひろし
- HAPPY!SMILE!HELLO!/榎本温子（ぱにょぱにょデ・ジ・キャラット主題歌）